# Tour Sanguigna
La tour Sanguigna (« Tor Sanguigna ») est l'une des tours médiévales de Rome. Située dans le Rione Ponte à quelques mètres de la piazza Navona, elle donne son nom depuis le Moyen Âge à toute la zone située entre les actuelles via Zanardelli, via dei Coronari et l'église Sant'Agostino. Aujourd'hui, la place tire également son nom de l'ancienne tour.

## La tour
Construite en briques et de blocs de tuf, de son entrée originale il reste des traces de l'arc, qui était orienté sur l'actuelle via Zanardelli. Elle est dominée par quatre fenêtres, disposées de façon asymétrique. Sur le côté face de la piazza Navona, la tour a seulement deux fenêtres sur les deux premiers étages. Sous les remparts sont visibles les anneaux de pierre qui servaient d'appui pour les poutres en bois, à partir desquelles on jetait de l'eau bouillante sur les assaillants. Au cours du temps, les graffitis qui ornaient la tour ont été perdus, dans lesquels étaient incluses des frises de monuments de l'époque romaine, comme en témoigne une petite tête sur des parois à la hauteur du premier étage.

## Histoire
Elle remonte probablement à la première moitié du XIe siècle, construite par la famille romaine des Gemini. La tour actuelle est tout ce qui reste de l'ancien fief de la puissante famille romaine des Sanguigni, dont a fait partie le pape Léon VI et certains conservateurs au Capitole, et qui ont vécu ici de la fin du XVe siècle jusqu'à leur extinction au XVIIIe siècle. Au Moyen Âge, elle fut le théâtre de sanglants épisodes d'exécutions, comme celle de Riccardo Sanguigni en 1406, décapité par Paolo Orsini. Après ces événements sanglants, la tour est devenue l'emblème du secteur, avec des histoires et des contes médiévaux de violences, de meurtres et de défenestrations liés à elle. Au cours du XIXe siècle, la tour a été complètement intégrée dans le bâtiment annexe, passant en 1860 à la famille Sagnotti. Aujourd'hui, on ne voit de l'ancienne tour que les deux côtés extérieurs, à la suite de l'élévation d'un étage du bâtiment qui la borde.